# Doulcon
Doulcon es una comuna francesa situada en el departamento de Mosa, en la región de Gran Este.

## Demografía
| 387 | 393 | 389 | 455 | 483 | 445 | 436 |
| Para los censos de 1962 a 1999 la población legal corresponde a la población sin duplicidades (Fuente: INSEE [Consultar]) |     |     |     |     |     |     |